# Liam Reilly
Liam O'Reilly, beter bekend als Liam Reilly (Dundalk, 29 januari 1955 – aldaar, 1 januari 2021), was een Iers zanger.

## Biografie
Liam Reilly startte zijn muzikale carrière in 1978, als zanger van de band Bagatelle. In het midden van de jaren 80 verhuisde hij naar het Amerikaanse Savannah om een solocarrière uit te bouwen. In 1989 keerde hij terug naar zijn vaderland om deel te nemen aan de preselectie voor het Eurovisiesongfestival. Met Lifeline eindigde hij op de tweede plaats. Een jaar later wist hij de voorronde wel te winnen, waardoor hij Ierland mocht vertegenwoordigen op het Eurovisiesongfestival 1990. Met Somewhere in Europe eindigde hij op de tweede plaats. Een jaar later was Ierland aanwezig met Kim Jackson. Het lied "Could It Be That I'm in Love" was door Reilly geproduceerd. 
Reilly overleed plotseling in zijn huis op 65-jarige leeftijd op Nieuwjaarsdag 2021. Hij werd op 7 januari begraven, ook in Dundalk.
1965: Butch Moore · 
1966: Dickie Rock · 
1967: Sean Dunphy · 
1968: Pat McGeegan · 
1969: Muriel Day · 
1970: Dana · 
1971: Angela Farrell · 
1972: Sandie Jones · 
1973: Maxi · 
1974: Tina Reynolds · 
1975: The Swarbriggs · 
1976: Red Hurley · 
1977: The Swarbriggs Plus Two · 
1978: Colm Wilkinson · 
1979: Cathal Dunne · 
1980: Johnny Logan · 
1981: Sheeba · 
1982: The Duskeys · 
1984: Linda Martin · 
1985: Maria Christian · 
1986: Luv Bug · 
1987: Johnny Logan · 
1988: Jump the Gun · 
1989: Kiev Connolly & The Missing Passengers · 
1990: Liam Reilly · 
1991: Kim Jackson · 
1992: Linda Martin · 
1993: Niamh Kavanagh · 
1994: Paul Harrington & Charlie McGettigan · 
1995: Eddie Friel · 
1996: Eimear Quinn · 
1997: Marc Roberts · 
1998: Dawn Martin · 
1999: The Mullans · 
2000: Eamonn Toal · 
2001: Gary O'Shaughnessy · 
2003: Mickey Harte · 
2004: Chris Doran · 
2005: Donna & Joe · 
2006: Brian Kennedy · 
2007: Dervish · 
2008: Dustin the Turkey · 
2009: Sinéad Mulvey & Black Daisy · 
2010: Niamh Kavanagh · 
2011: Jedward · 
2012: Jedward · 
2013: Ryan Dolan · 
2014: Can-linn feat. Kasey Smith · 
2015: Molly Sterling · 
2016: Nicky Byrne · 
2017: Brendan Murray · 
2018: Ryan O'Shaughnessy · 
2019: Sarah McTernan · 
2021: Lesley Roy · 
2022: Brooke · 
2023: Wild Youth · 
2024: Bambie Thug · 
2025: Emmy
- Gemeinsame Normdatei: 1138951145
- MusicBrainz: 1ab6faf6-f34c-450a-a48d-91fe72ff1d9c
- Virtual International Authority File: 1559150470086804330007
- WorldCat: E39PBJrgJydXfhDGpPqXmt3CwC